# Кастаньяри, Жюль-Антуан
Жюль-Антуан Кастаньяри (фр. Jules-Antoine Castagnary; 11 апреля 1830, Сент — 11 мая 1888, Париж) — французский публицист, проповедник и теоретик натурализма в области искусства.
Изложил впервые свои взгляды в книге «Philosophie du Salon de 1857» (Пар., 1858). Другие его сочинения: «Les Artistes au XIX siècle» (1861), «Les Libres propos» (1864), «Les jésuites devant la loi française» (1877), «Гюстав Курбе и Вандомская колонна»(«Gustave Courbet et la colonne Vendôme» (1883).